# 大洲斉
大洲 斉（おおず ひとし、1928年5月15日 - 1991年4月11日）は山口県大島郡久賀町出身の映像監督である。大洲齊名義の作品も多数ある。
龍谷大学文学部卒業後、大映京都撮影所で助監督として働き始める。1971年の大映倒産後、映像京都に属してテレビ時代劇を主に監督した。監督した初監督作品にして唯一の映画作品、松田優作主演の『ひとごろし』で京都映画祭新人監督賞を受賞した。
主なテレビ時代劇監督作品は『木枯し紋次郎』シリーズ、『江戸の旋風 』シリーズ、また『破れ傘刀舟悪人狩り』以降、『長崎犯科帳』、『子連れ狼』、『赤穂浪士』などの萬屋錦之介主演時代劇を多く監督した。

## 主な作品

### 映画
- 皆殺しのスキャット (1970年) (助監督)
- 若き日の講道館 (1971年) (助監督)
- ひとごろし (1976年)

### テレビドラマ
- 木枯し紋次郎（1972年) (第1部）(8、11話)
- 木枯し紋次郎（1972-73年) (第2部）(6、7、13、20話)
- 唖侍鬼一法眼 (1973-74年) (6、17、20話)
- おしどり右京捕物車 (1974年) (17、19話)
- 破れ傘刀舟悪人狩り (1974-77年)
- 長崎犯科帳 (1975年) (2、3、8、17、19、20話)
- 痛快!河内山宗俊 (1975年) (9話)
- 江戸の旋風 (1975-76年) (37、41、43、44話)
- 江戸の旋風Ⅱ (1976-77年) (7、8、14、18、27、29、30、37、38、39、44、46、47話)
- 子連れ狼 (1976年) ((3、8話)
- 破れ奉行 (1977年) (11、12、23、35話)
- 江戸の旋風Ⅲ (1977-78年) (1、3、5、10、18、20、27、29、30、32、34、36、48、50話)
- 江戸の渦潮 (1978年) (14、16、17、20話)
- 江戸の旋風IV (1977-78年) (1、5、16、18話)
- 横溝正史シリーズII 真珠郎　（1978年)
- 赤穂浪士 (1979年) (7、8、16、17、18、19、20、23、24、27、28、31、32、35、36話)
- 長七郎天下ご免! (1979-1982年)
- 新・江戸の旋風 (1980年) (22、26話)
- 鬼平犯科帳 (1980年) (6、10、14、17、18話)
- 旅がらす事件帖 (1980年) (3、4話)
- それからの武蔵 (1981年) (4、5、6、11、12話)
- 日本犯科帳・隠密奉行 (1981年)
- 柳生新陰流 (1982年) (5、6、12話)
- 松平右近事件帳 (1982-83年)
- 眠狂四郎円月殺法 (1982年) (1話)
- 大奥 (1983年) (18、19、21話)
- 大奥犯科帳 (1983年)
- 時代劇スペシャル 子連れ狼 (1984年)
- 影の軍団Ⅳ (1985年) (5、6話)
- 影の軍団 幕末編 (1985年) (7、8話)
- 徳川風雲録 御三家の野望 (1986年)
- 花の生涯 井伊大老と桜田門 (1988年)
- 風雲!真田幸村 (1989年) (1話)
- 鬼平犯科帳 (第1シーズン) (14、18話)
- 付き馬屋おえん事件帳 (1990年) (2、3話)
- あばれ八州御用旅 (1990) (2、4、5、9、10、11、12話)
- 参上! 天空剣士 (1990年) (12、13、18、19、20、21話)
- 木枯し紋次郎スペシャル　年に一度の手向け草 (1990年)
- あばれ八州御用旅 (1991年) (5、8、11、13、14話)

## 脚註
1. 1 2 3 4 5 6 7  “20世紀日本人名事典「大洲 斉」の解説”.   KOTOBANK. 2022年8月30日閲覧。
2. ↑  “大洲斉”.   Goo辞書. 2022年8月30日閲覧。
3. ↑  “ひとごろし”.   松竹. 2022年8月30日閲覧。
4. ↑  “ひとごろし”.   文化庁 日本映画情報システム. 2022年8月30日閲覧。
5. ↑  “江戸の旋風”.   BS11. 2022年8月30日閲覧。